# 壹環

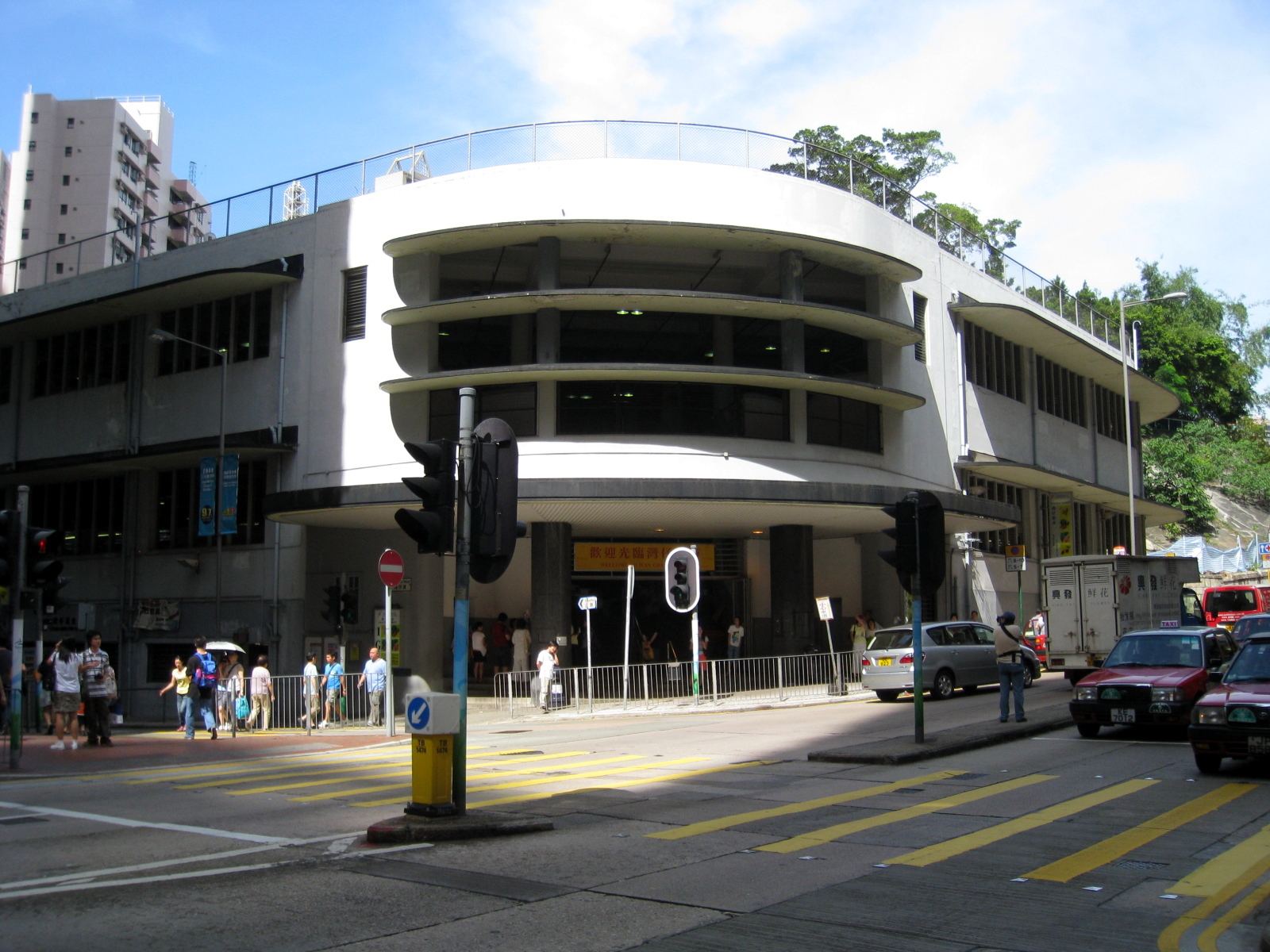
壹環前身為舊灣仔街市

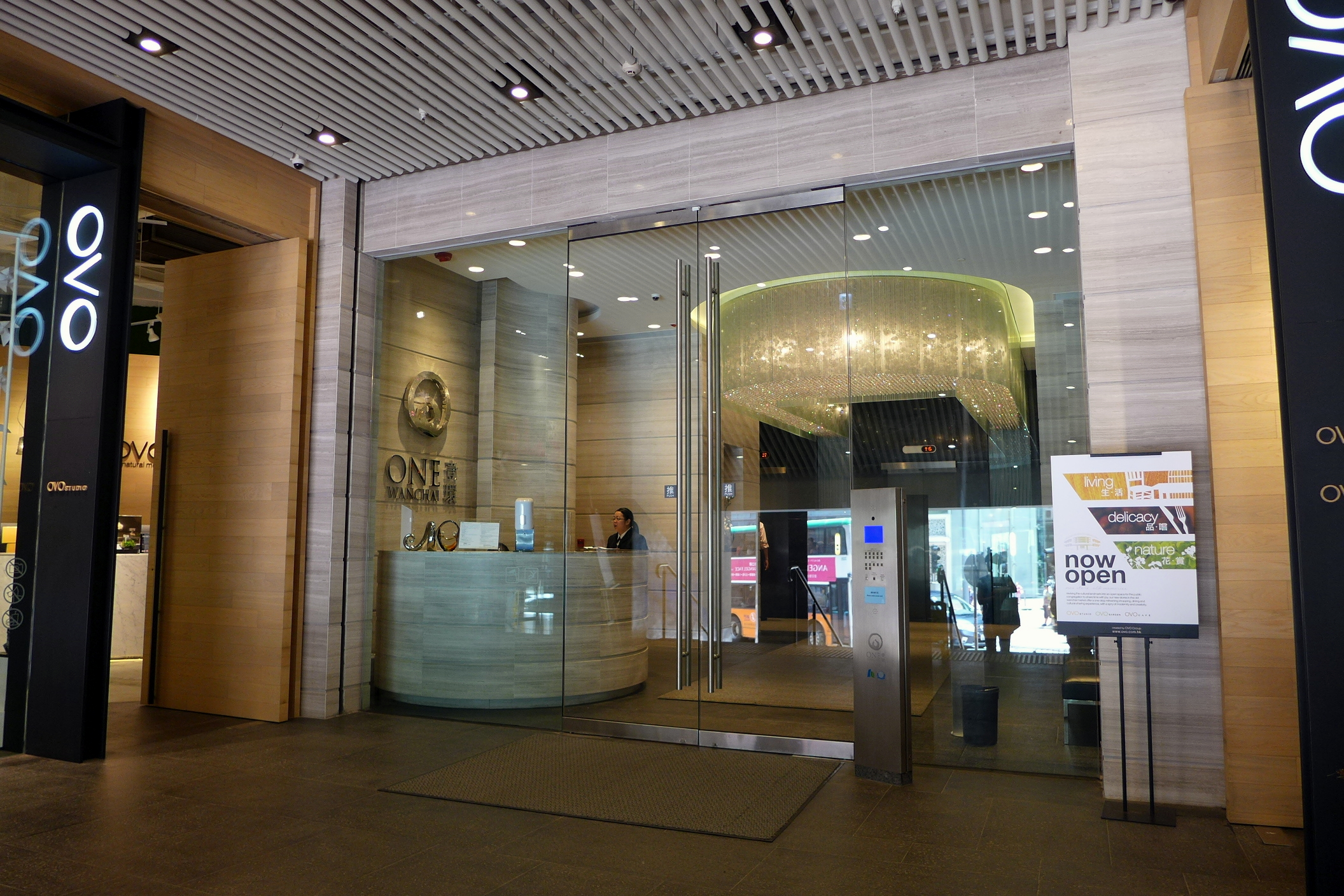
住宅入口

壹環位於灣仔道一號，是香港島灣仔區一個活化地產住宅項目，由關善明建築師事務所設計，金門建築負責承建，華人置業及市區重建局合作發展，位置前身為舊灣仔街市 。項目在2011年6月取得入伙紙，同年11月以樓花盤發售，在2013年第一季入伙。

## 住宅
大廈樓高35層，提供237伙單位，包括11個特色住宅。一層7伙，由A至G室，分層住宅單位。面積由415平方呎開放式間隔，至1,200呎（三房含套房連工人房單位）。
2023年1月7日，媒體報道富商「大劉」劉鑾雄向前女友呂麗君（現名呂姵霖），以首次置業名義購入頂層特色單位，交易作價為4,000萬元，較估價低近16%。其後大劉就有關報道作出回應，表示時間倉卒下而決定以私人名義購買該物業，再租回予呂女士，並不是作自用。

## 住客會所
壹環園林住客會所及活動空間約25,000平方呎，設施包括室內恆溫游泳池、按摩池、園藝花園、健身室、桑拿房、男/女更衣室、卡啦OK房及多用途房。

## 商場
基座設有佔地1萬呎，樓高2層的精品式商場，早期處於空置狀態。到2014年5月開設 OVOMARKET，內有 OVO STUDIO 傢具店、OVO GARDEN 花店及素食咖啡店 OVO Cafe。

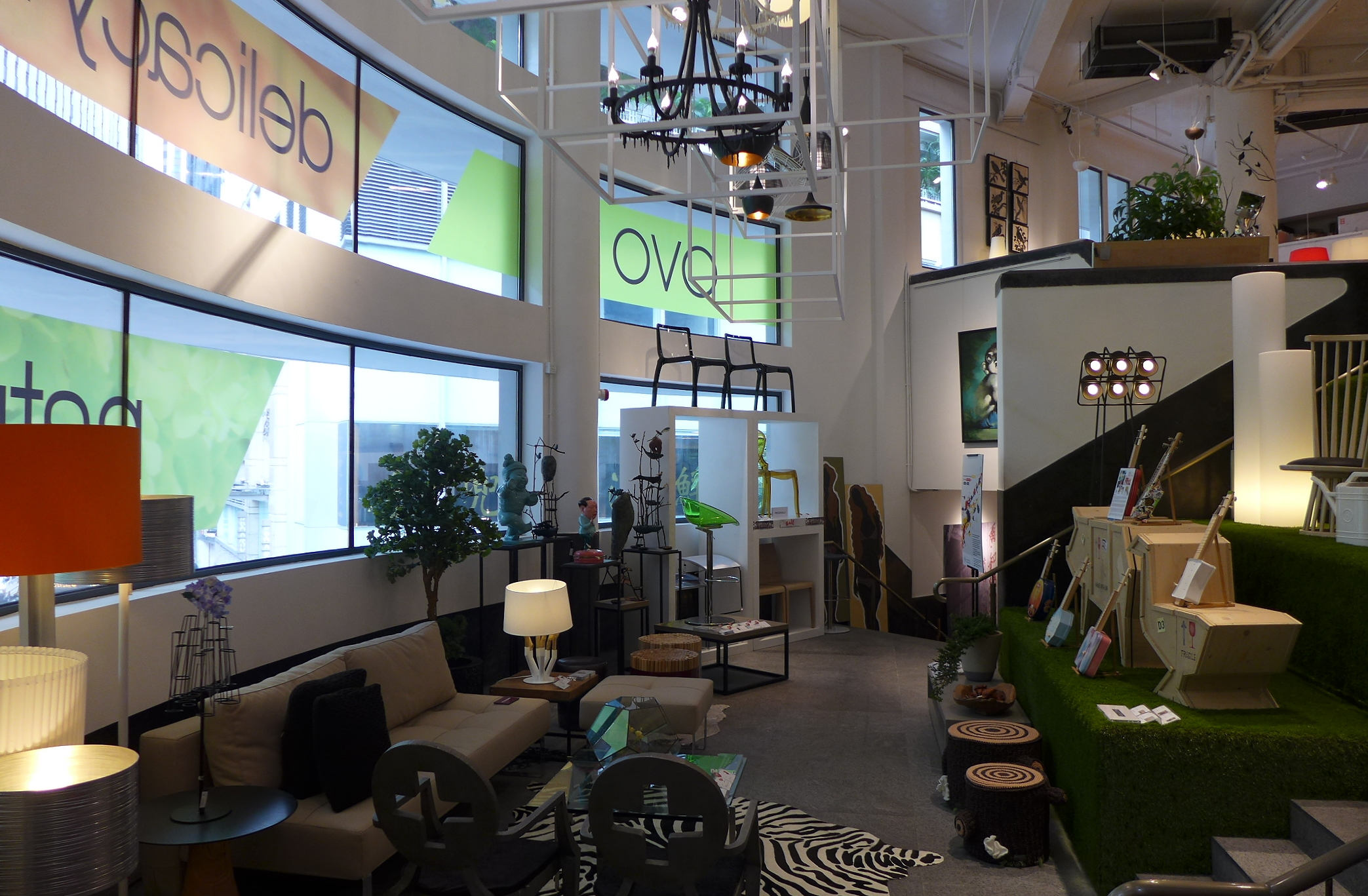
OVO Studio 樓梯往1樓
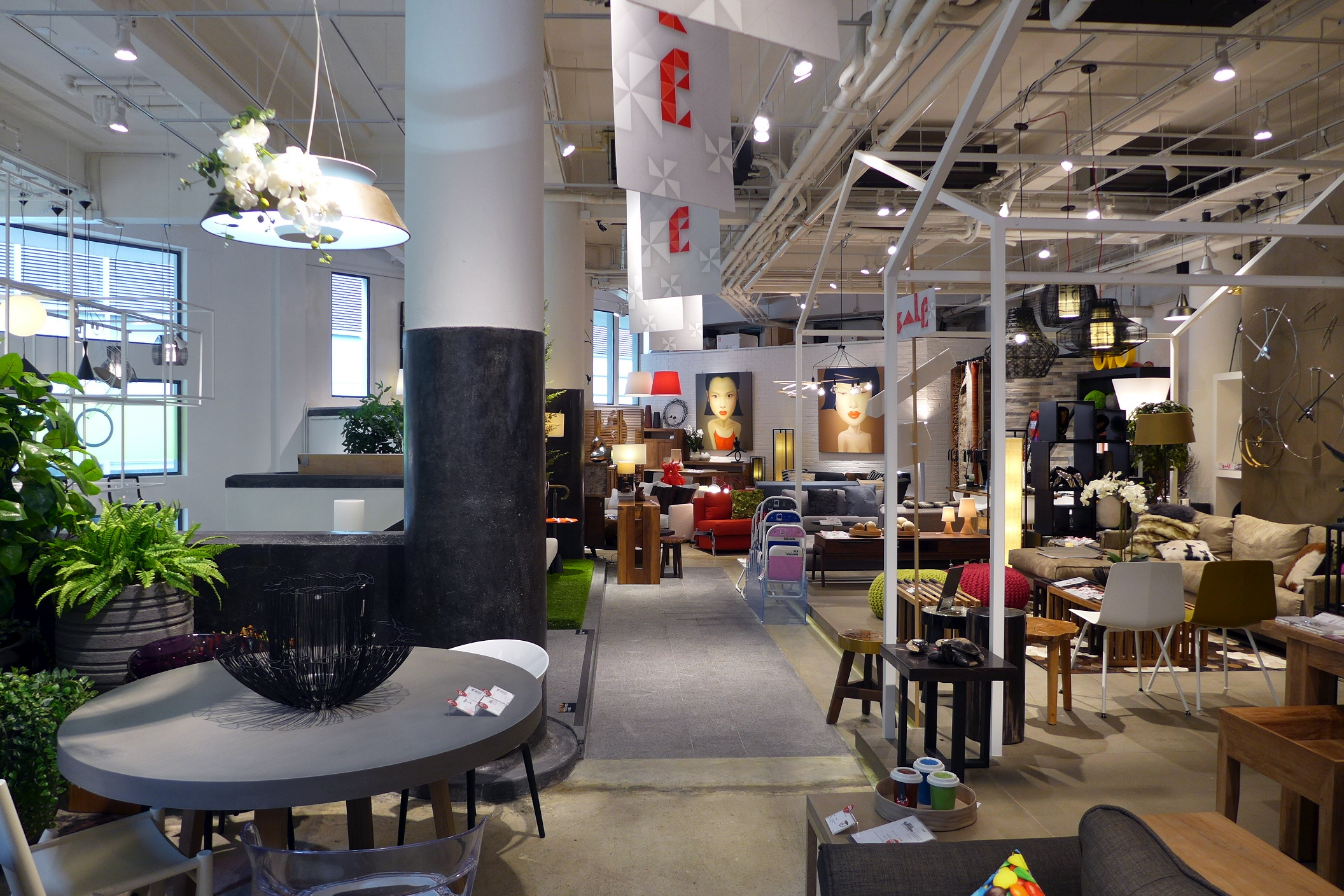
OVO Studio 1樓
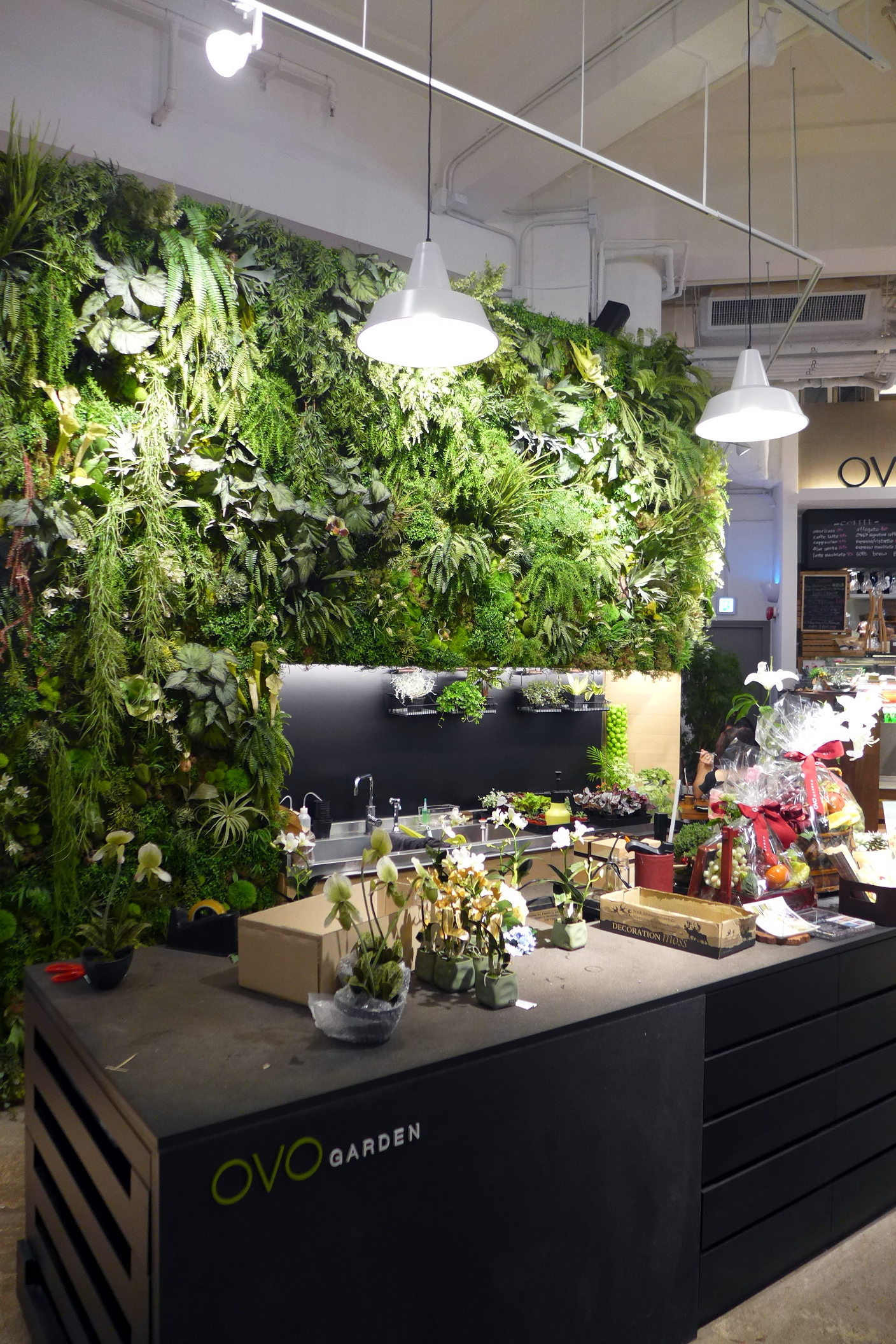
OVO Garden 花店
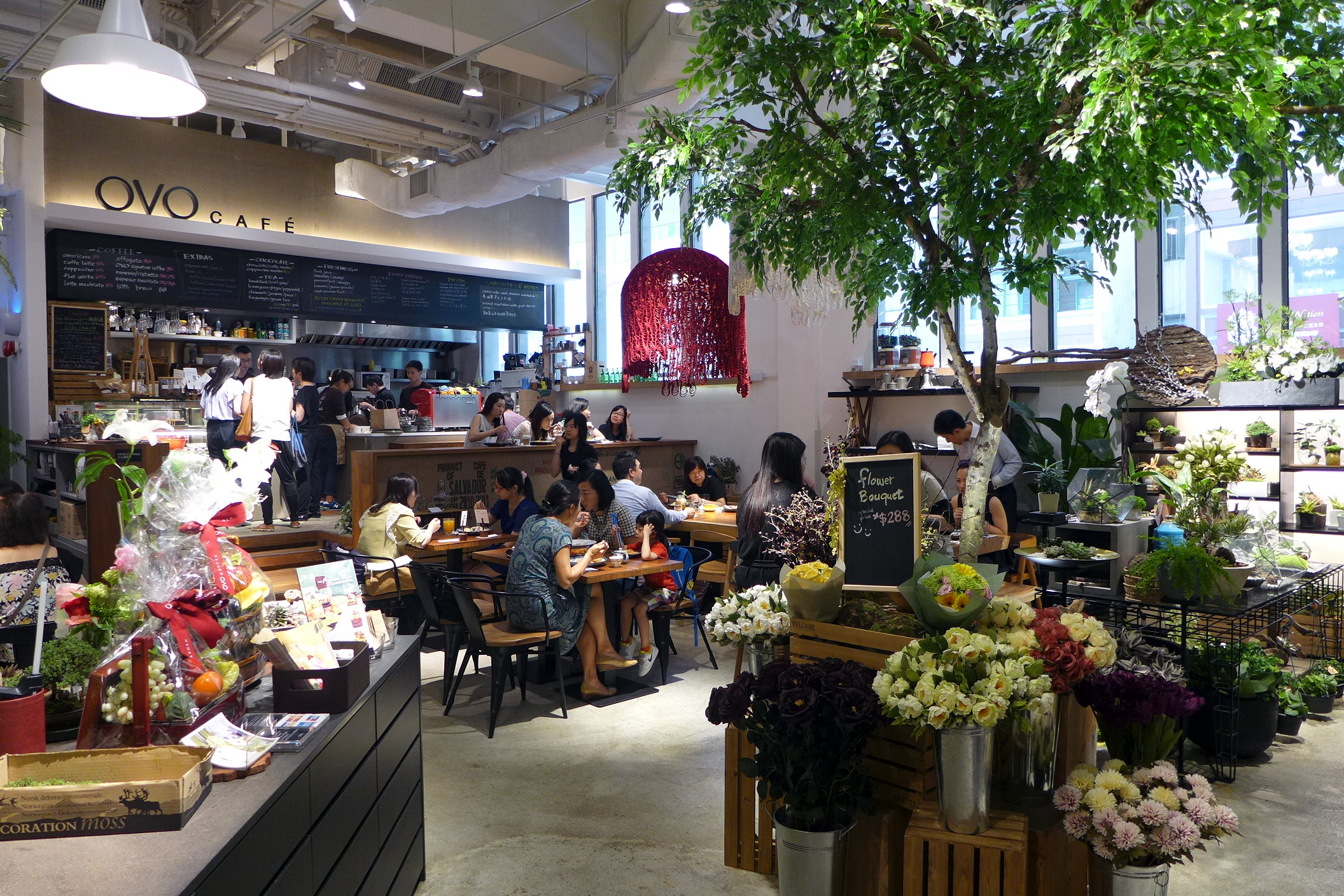
OVO Cafe

## 交通
壹環鄰近灣仔道，住客可步行往港鐵灣仔站及灣仔商業區；若乘搭巴士或港鐵前往銅鑼灣、金鐘或中環，車程約10分鐘。

## 興建圖集

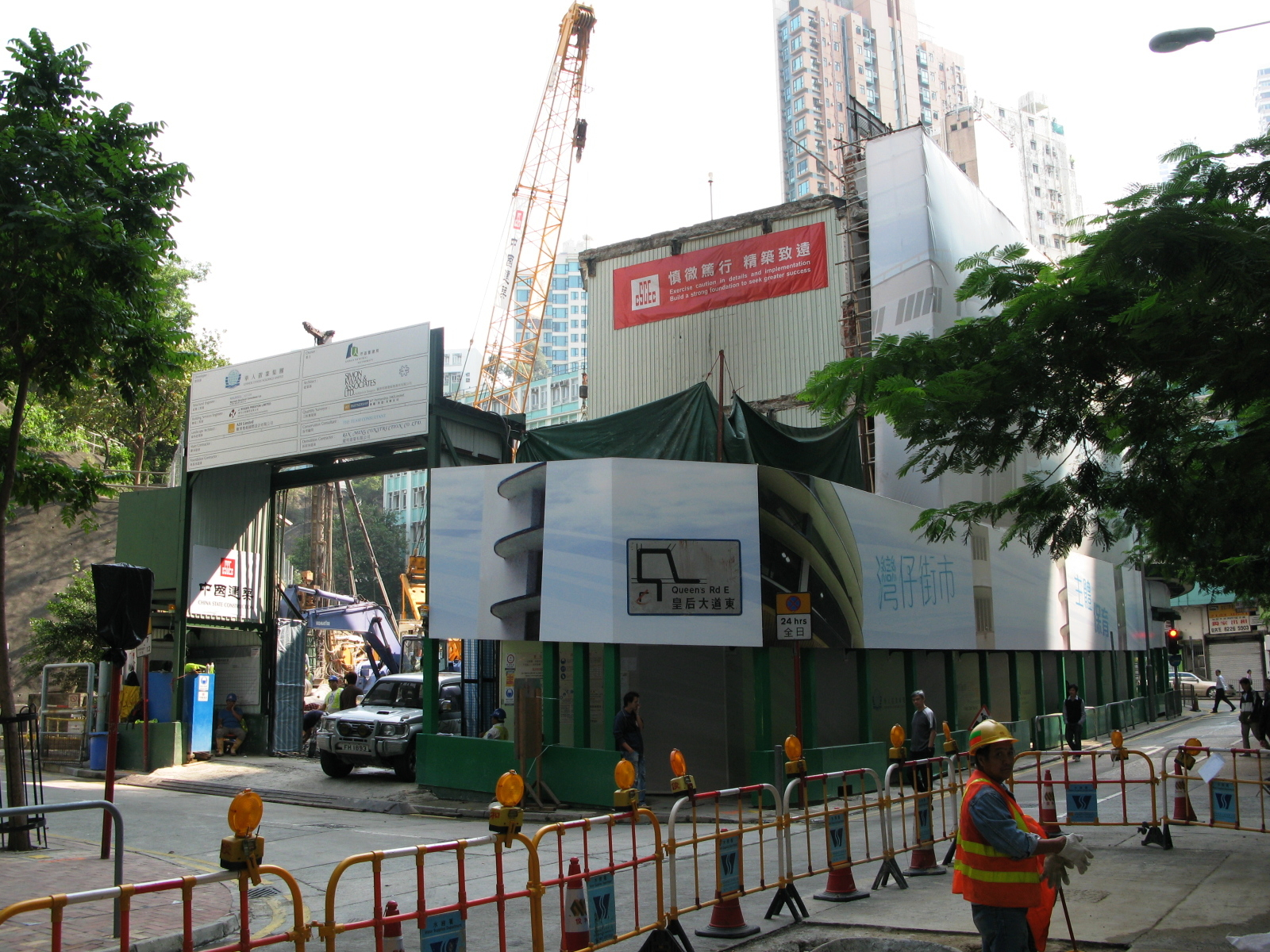
2009年11月
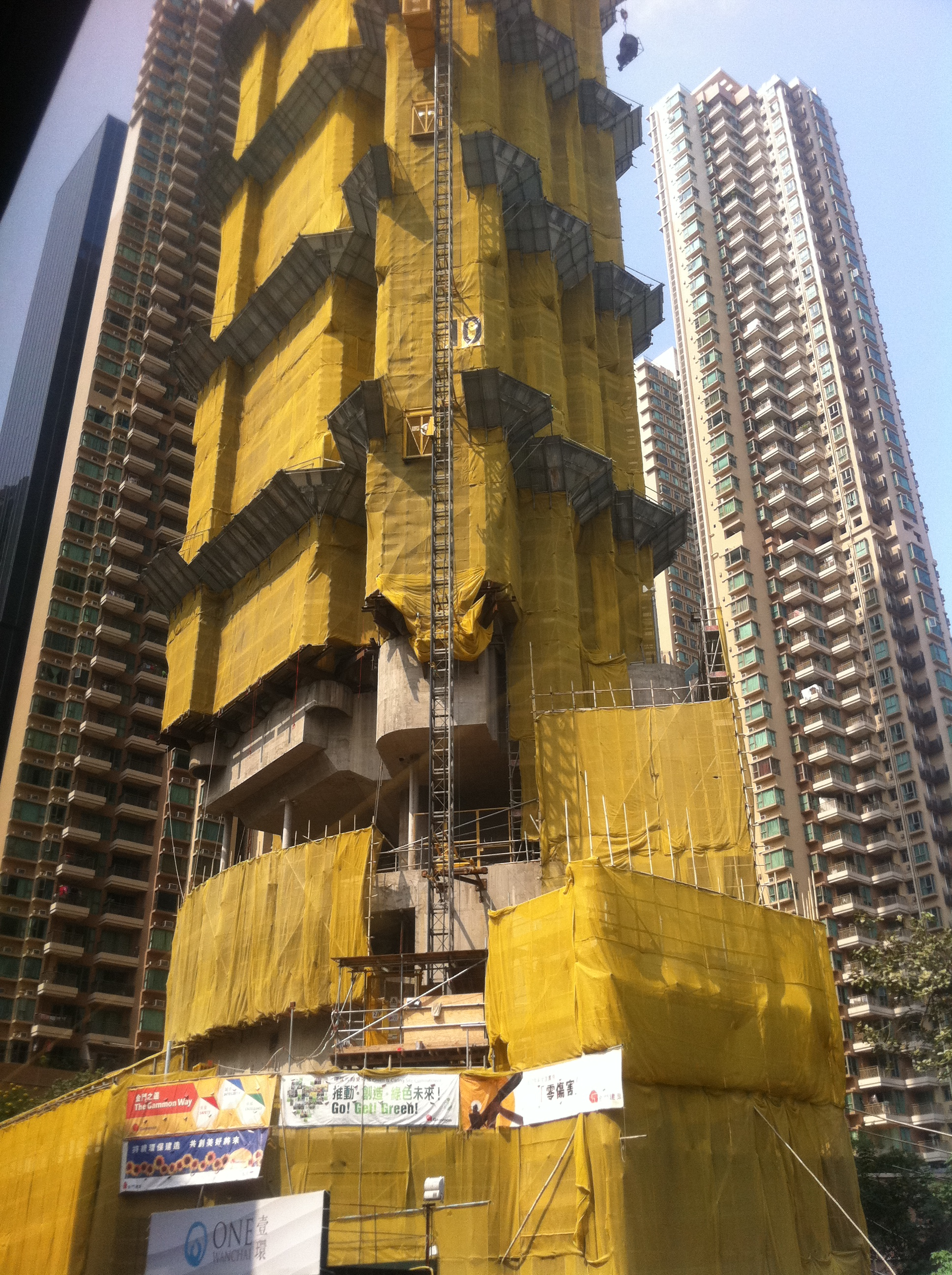
2011年10月
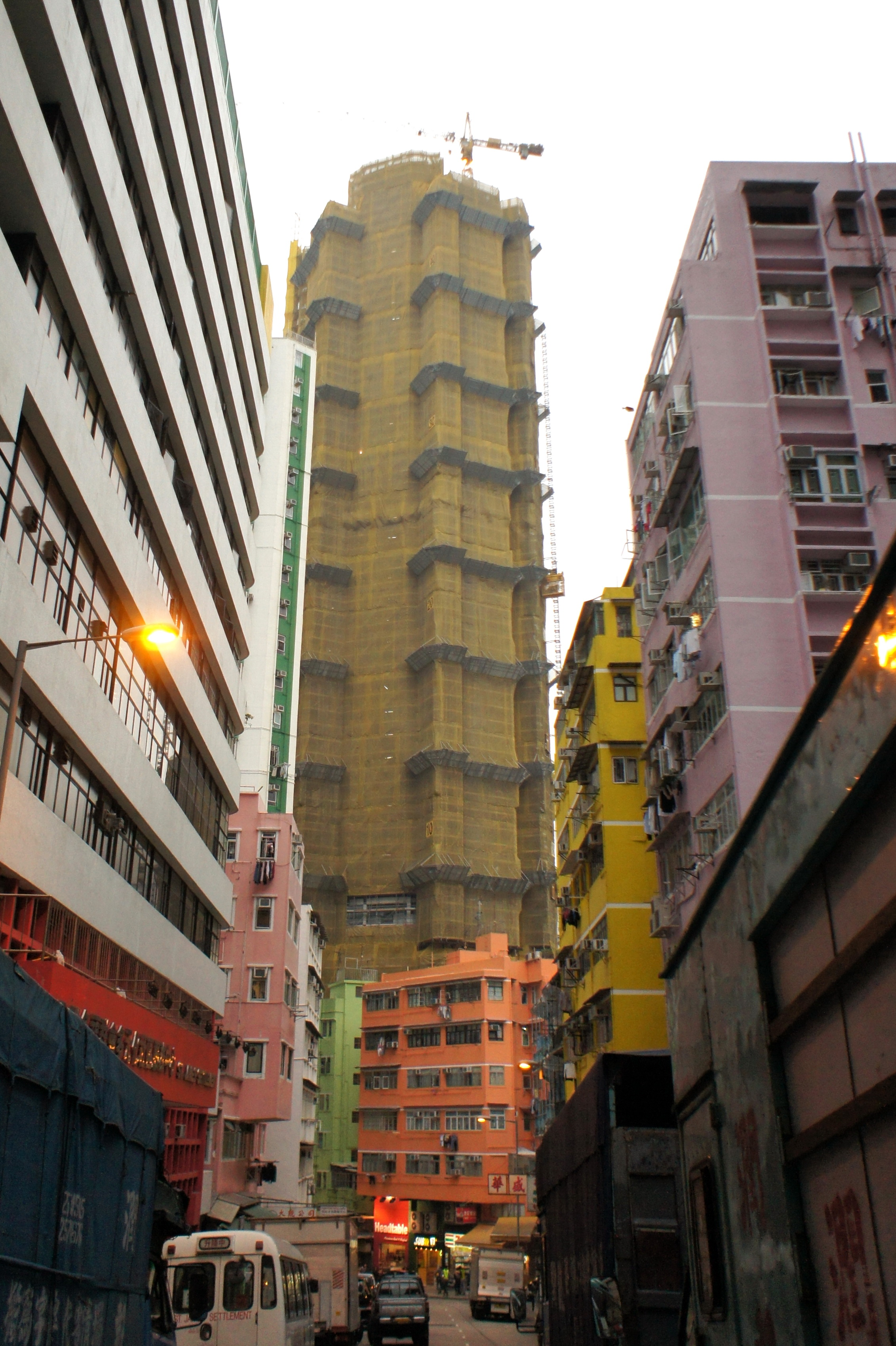
2012年3月

## 鄰近
- Queen's Cube
- 灣仔街市
- 尚翹峰
- 石水渠街
- 胡忠大廈
- 灣仔公園
- 藍屋
- 遠眺跑馬地快活谷

## 資料來源
1. ↑  .   [2011-11-02]. （原始内容存档于2016-03-04）.
2. ↑  壹環發展項目基本資料 的存檔，存档日期2016-03-13.
3. ↑  .   [2012-03-20]. （原始内容存档于2020-09-22）.
4. ↑  . 香港經濟日報. 2023-01-07  [2023-01-07]. （原始内容存档于2023-01-08）.

## 外部連結
- 壹環官方網站